# Голден (Британська Колумбія)
Голден (Ґолден; англ. Golden) — містечко в Канаді, у провінції Британська Колумбія, у складі регіонального округу Коламбія-Шусвап.

## Географія
Голден лежить у широкій долині Жолоба Скелястих гір, на з'єднанні річок Колумбія та Кікінґ-Горс, оточений трьома різними гірськими хребтами (більш видимим Перселл та двома масивами Скелястих гір) та п'ятьма національними парками: Його, Банф, Джаспер, Ґлейшер та Кутені.
Голден лежить на Трансканадській автомагістралі.

## Населення
За даними перепису 2016 року, містечко нараховувало 3708 осіб, показавши зростання на 0,2 %, порівняно з 2011-м роком. Середня густина населення становила 325 осіб/км².
З офіційних мов обидвома одночасно володіли 435 жителів, тільки англійською — 3 220, тільки французькою — 5, а 25 — жодною з них. Усього 385 осіб вважали рідною мовою не одну з офіційних, з них. 5 — українську.
Працездатне населення становило 68,7 % усього населення, рівень безробіття — 8,8 % (6,8 % серед чоловіків та 10,5 % серед жінок). 87,4 % осіб були найманими працівниками, а 12,4 % — самозайнятими.
Середній дохід на особу становив $43 100 (медіана $36 681), при цьому для чоловіків — $53 149, а для жінок $32 703 (медіани — $48 768 та $28 646 відповідно).
31,4 % мешканців мали закінчену шкільну освіту, не мали закінченої шкільної освіти — 18,5 %, 50,1 % мали післяшкільну освіту, з яких 30,1 % мали диплом бакалавра, або вищий, 10 осіб мали вчений ступінь.
| Статево-вікова структура населення | Статево-вікова структура населення | Статево-вікова структура населення | Статево-вікова структура населення | Статево-вікова структура населення |
| ---------------------------------- | ---------------------------------- | ---------------------------------- | ---------------------------------- | ---------------------------------- |
|                                    |                                    |                                    |                                    |                                    |
| Всього                             | Всього                             | 50,3%49,7%                         |                                    |                                    |
| 0 — 14 років                       | 0 — 14 років                       |                                    | 15,5%                              | 15,5%                              |
| 15 — 64 років                      | 15 — 64 років                      |                                    | 68,8%                              | 68,8%                              |
| 65 і більше                        | 65 і більше                        |                                    | 15,7%                              | 15,7%                              |
| 85 і більше                        | 85 і більше                        |                                    | 2,3%                               | 2,3%                               |
| Середній вік (років)               | Середній вік (років)               | 39,942,1                           | 41,0                               | 41,0                               |
| Медіана (років)                    | Медіана (років)                    | 39,441,4                           | 40,2                               | 40,2                               |
| — чоловіки — жінки                 |                                    |                                    |                                    |                                    |

| Походження мешканців:     | Походження мешканців:     | Походження мешканців: | Походження мешканців: | Походження мешканців: |
| ------------------------- | ------------------------- | --------------------- | --------------------- | --------------------- |
| Походження                |                           |                       | осіб                  | %                     |
| Корінні американці        | Корінні американці        |                       | 395                   | 11%                   |
| Інше північноамериканське | Інше північноамериканське |                       | 940                   | 26.18%                |
| Європейське               | Європейське               |                       | 2 810                 | 78.27%                |
| британське                | британське                |                       | 1 970                 | 54.87%                |
| французьке                | французьке                |                       | 455                   | 12.67%                |
| українське                | українське                |                       | 135                   | 3.76%                 |
| Латинськоамериканське     | Латинськоамериканське     |                       | 25                    | 0.7%                  |
| Африканське               | Африканське               |                       | 10                    | 0.28%                 |
| Азійське                  | Азійське                  |                       | 335                   | 9.33%                 |
| Океанійське               | Океанійське               |                       | 70                    | 1.95%                 |

| Зайнятість населення за галузями (за класифікацією NOC): | Зайнятість населення за галузями (за класифікацією NOC): | Зайнятість населення за галузями (за класифікацією NOC): | Зайнятість населення за галузями (за класифікацією NOC): | Зайнятість населення за галузями (за класифікацією NOC): |
| -------------------------------------------------------- | -------------------------------------------------------- | -------------------------------------------------------- | -------------------------------------------------------- | -------------------------------------------------------- |
|                                                          |                                                          |                                                          |                                                          |                                                          |
| Управління                                               | Управління                                               |                                                          | 9,3%                                                     | 9,3%                                                     |
| Бізнес, фінанси та адміністрування                       | Бізнес, фінанси та адміністрування                       |                                                          | 7,2%                                                     | 7,2%                                                     |
| Природничі та прикладні науки                            | Природничі та прикладні науки                            |                                                          | 3,8%                                                     | 3,8%                                                     |
| Охорона здоров'я                                         | Охорона здоров'я                                         |                                                          | 5,5%                                                     | 5,5%                                                     |
| Освіта, правозахист, муніципальні та урядові служби      | Освіта, правозахист, муніципальні та урядові служби      |                                                          | 9,5%                                                     | 9,5%                                                     |
| Мистецтво, культура, відпочинок та спорт                 | Мистецтво, культура, відпочинок та спорт                 |                                                          | 3,6%                                                     | 3,6%                                                     |
| Роздрібна торгівля та послуги                            | Роздрібна торгівля та послуги                            |                                                          | 32,5%                                                    | 32,5%                                                    |
| Гуртова торгівля, транспорт та обладнання                | Гуртова торгівля, транспорт та обладнання                |                                                          | 19,1%                                                    | 19,1%                                                    |
| Природні ресурси, сільське господарство                  | Природні ресурси, сільське господарство                  |                                                          | 4,3%                                                     | 4,3%                                                     |
| Виробництво                                              | Виробництво                                              |                                                          | 5,3%                                                     | 5,3%                                                     |

## Клімат
Середня річна температура становить 4,5 °C, середня максимальна — 21 °C, а середня мінімальна — -16,1 °C. Середня річна кількість опадів — 536 мм.
| Клімат поселення                              | Клімат поселення | Клімат поселення | Клімат поселення | Клімат поселення | Клімат поселення | Клімат поселення | Клімат поселення | Клімат поселення | Клімат поселення | Клімат поселення | Клімат поселення | Клімат поселення | Клімат поселення |
| Показник                                      | Січ.             | Лют.             | Бер.             | Квіт.            | Трав.            | Черв.            | Лип.             | Серп.            | Вер.             | Жовт.            | Лист.            | Груд.            |                  |
| Середній максимум, °C                         | −1,88            | 2,19             | 7,05             | 12,34            | 17,07            | 21,00            | 20,06            | 19,78            | 14,63            | 8,97             | 1,54             | −4,27            |                  |
| Середня температура, °C                       | −8,97            | −4,9             | −0,09            | 5,24             | 9,95             | 13,90            | 16,41            | 16,12            | 10,97            | 5,31             | −2,14            | −7,94            |                  |
| Середній мінімум, °C                          | −16,09           | −12,03           | −7,19            | −1,86            | 2,85             | 6,79             | 12,73            | 12,45            | 7,31             | 1,64             | −5,79            | −11,6            |                  |
| Норма опадів, мм                              | 64               | 35               | 25               | 25               | 37               | 49               | 54               | 49               | 41               | 38               | 55               | 64               |                  |
| Середньомісячна швидкість вітру, м/с          | 1.62             | 1.64             | 1.84             | 1.99             | 1.90             | 1.90             | 1.81             | 1.71             | 1.61             | 1.64             | 1.72             | 1.51             |                  |
| Середньомісячна сонячна радіація, кДж/м²·день | 3446             | 6987             | 11933            | 16769            | 20054            | 21525            | 22607            | 19332            | 13461            | 7888             | 3716             | 2603             |                  |
| --------------------------------------------- | ---------------- | ---------------- | ---------------- | ---------------- | ---------------- | ---------------- | ---------------- | ---------------- | ---------------- | ---------------- | ---------------- | ---------------- | ---------------- |
| Джерело:                                      |                  |                  |                  |                  |                  |                  |                  |                  |                  |                  |                  |                  |                  |